# Chevagny-les-Chevrières
Chevagny-les-Chevrières är en kommun i departementet Saône-et-Loire i regionen Bourgogne-Franche-Comté i östra Frankrike. Kommunen ligger i kantonen Mâcon-Nord som tillhör arrondissementet Mâcon. År 2022 hade Chevagny-les-Chevrières 604 invånare.

## Befolkningsutveckling
Antalet invånare i kommunen Chevagny-les-Chevrières
| Referens: INSEE |